# Elihu Katz

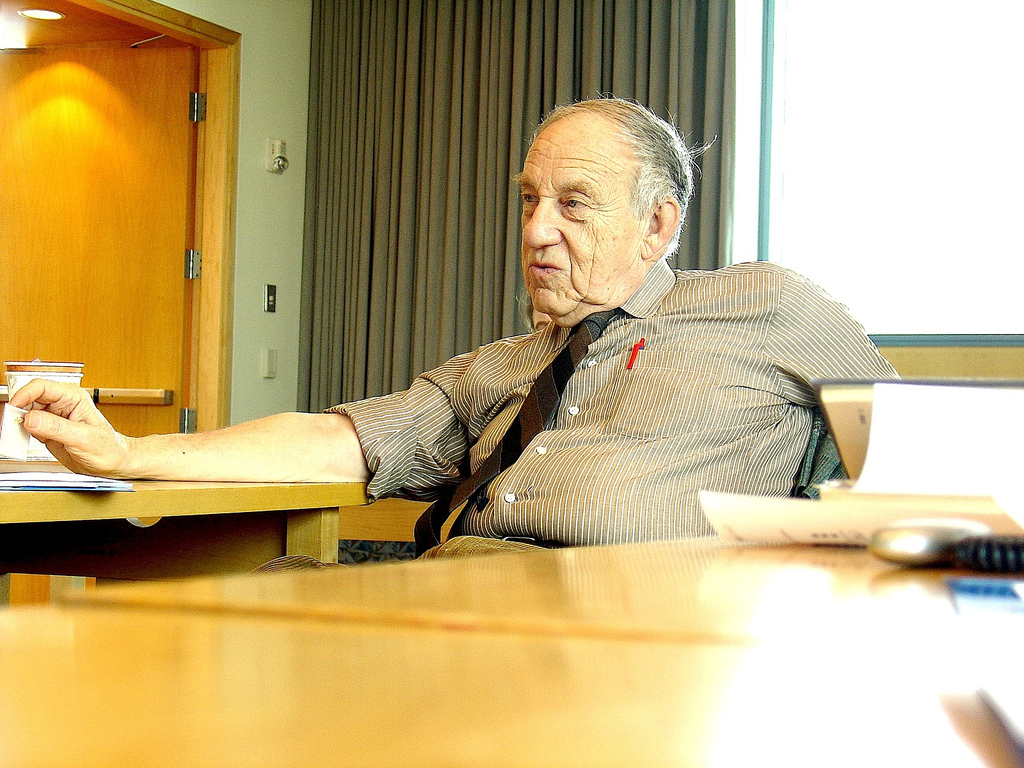
Elihu Katz

Elihu Katz (hebräisch אליהוא כ"ץ; * 31. Mai 1926 in Brooklyn; † 31. Dezember 2021 in Jerusalem) war ein israelisch-amerikanischer Soziologe und Hochschullehrer.

## Leben und Wirken
Elihu Katz studierte Soziologie an der Columbia University und erwarb dort – unterbrochen von einer Militärdienstzeit von 1944 bis 1946 – den Bachelorgrad (1948) und legte 1950 die Magisterprüfung ab. Bis 1954 war er am dortigen "Bureau for Applied Social Research" tätig und promovierte 1956. Während seiner Studienzeit wurde er stark geprägt durch die Soziologen Paul F. Lazarsfeld und Robert K. Merton und legte seine Arbeitsschwerpunkte insbesondere auf das Gebiet der Massenkommunikation und Medienwissenschaft. Während seiner Hochschullehrerzeit an der Columbia University nahm Katz 1956 eine Lehrtätigkeit an der Hebräischen Universität Jerusalem auf. In Israel betätigte er sich seit 1967 außerdem intensiv an der Entwicklung des dortigen Fernsehens und übernahm auch Aufträge der britischen BBC. Seit 1978 lehrte Katz dann an der University of Southern California an der dortigen "Annaberg School of Communication". Eine weitere Lehrtätigkeit erfolgte ab 1993 an der University of Pennsylvania, wo es eine weitere "Annaberg School of Communication" gab. Im Jahre 2014 beendete Katz seine Lehrtätigkeit und verbrachte seine letzten Lebensjahre in Jerusalem. In seinen zahlreichen Veröffentlichungen beschäftigte sich Katz vor allem mit der Kommunikations- und Medienwissenschaft. 
Katz erhielt zahlreiche Ehrendoktorwürden von Universitäten in den USA, Kanada und Europe und wurde 1999 Mitglied der American Academy of Arts and Sciences.

## Veröffentlichungen (Auswahl)
- (mit Paul Felix Lazarsfeld): Personal influence. The part played by people in the flow of mass communications (= Foundations of communication research, Bd. 2). Free Press, Glencoe, Ill. 1955 (Neuausgabe: Routledge, London 2017, ISBN 978-1-4128-0507-0, dt. Übers. u.d.T.: Persönlicher Einfluß und Meinungsbildung. Verlag für Wissenschaft und Politik, Wien 1962).
- (mit James S. Coleman u. Herbert Menzel): Medical innovation. A diffusion study. Bobbs-Merrill, Indianapolis 1966.
- (mit Robert L. Crain u. Donald B. Rosenthal): The Politics of community conflict. The Fluoridation decision. Bobbs-Merrill, New York 1969.
- (Hrsg.): Bureaucracy and the public. A reader in official-client relations. Basic Books, New York 1973, ISBN 0-465-00773-2.
- (Hrsg., mit Jay G. Blumler): The uses of mass communications. Current perspectives on gratifications research. Sage, Beverly Hills, Calif. 1974, ISBN 0-8039-0340-5.
- (mit Michael Gurevitch): The secularization of leasure. Culture and communication in Israel. Faber & Faber, London 1976, ISBN 0-571-09848-7.
- (mit George Wedell): Broadcasting in the Third World. Promise and performance. Harvard University Press, Cambridge, Mass. 1977, ISBN 0-674-08341-5.
- (Hrsg., mit  Tamás Szecskö): Mass media and social change. Sage, London 1981, ISBN 0-8039-9806-6.
- (mit Daniel Dayan): Media events. The live broadcasting of history. Harvard University Press, Cambridge, Mass. 1992, ISBN 0-674-55955-X (3. Aufl. 1996, ISBN 0-67455956-8).
- (mit Tamar Liebes): The export of meaning. Cross-cultural readings of Dallas. 2. Aufl. Polity Press, Cambridge 1993, ISBN 0-7456-1295-4.
- (Mithrsg. u. Mitautor): The Jewishness of Israelis. Responses to the Guttman report. State University of New York Press, Albany, NY 1997, ISBN 0-7914-3305-6.
- (Hrsg., mit Yael Warshel): Election studies. What's their use? Westview Press, Boulder, Colo. 2001, ISBN 0-8133-6635-6.
- (mit Tamar Liebes): Über die kritischen Fähigkeiten der Fernsehzuschauer. In: Andreas Hepp/Martin Löffelholz (Hrsg.): Grundlagentexte zur transkulturellen Kommunikation. UVK-Verl.-Ges., Konstanz 2002, S. 586–616, ISBN 3-8252-2371-X.
- (Hrsg.): Canonic texts in media research. Are there any? Should there be? How about these? Blackwell, Cambridge 2003, ISBN 0-7456-2933-4.
- (mit Christopher Ali u. Joohan Kim): Echoes of Gabriel Tarde. What we know better or different 100 years later. USC Annenberg Press, Los Angeles 2014, ISBN 1-62517-422-5.

Außerdem zahlreiche Aufsätze in Fachzeitschriften.